# Антиох Палестински
Антиох Палестински (на гръцки: Αντίοχος ο Παλαιστίνιος), наричан също Антиох Монах, Антиох Пандект и Антиох Саваит, е източноримски монах и писател.
Смята се, че е роден в околностите на Анкира в централната част на Мала Азия. Първоначално става отшелник, а след това монах и след време оглавява известния манастир „Свети Сава Освещени“ край Йерусалим. През 20-те години на VII век съставя придобилата известност компилация „Пандекти на Светото писание“.
Антиох Палестински често е идентифициран с монаха Стратег, живял по същото време в манастира „Свети Сава“ и автор на исторически текст за превземането на Йерусалим от Хосров II Парвиз през 614 година.